# روبرت هوارد (لاعب كريكت)
روبرت هوارد (17 أبريل 1889 - 10 سبتمبر 1967) (بالإنجليزية: Rupert Howard)‏ هو لاعب كريكت بريطاني (وحمل سابقاً جنسية المملكة المتحدة لبريطانيا العظمى وأيرلندا).